# Ca l'Anton de la Paula
Ca l'Anton de la Paula és un edifici del municipi d'Avinyonet del Penedès (Alt Penedès) protegit com a bé cultural d'interès local.

## Descripció
És una masia de planta rectangular composta de planta baixa, pis i coberta a dues vessants. A la planta baixa, portal d'arc de mig punt adovellat i finestres reformades. Planta pis: finestres amb ampits, brancals i llindes de pedra. Cantoneres de pedra. A la façana, dates del 1717 i del 1772.